# Dominique Pinon
Dominique Pinon (* 4. března 1955, Saumur, Francie) je francouzský herec, držitel divadelní Molièrovy ceny pro nejlepšího francouzského herce. Jde o významného divadelního umělce, který ve francouzském filmu proslul jako blízký spolupracovník režiséra Jeana-Pierra Jeuneta.

## Filmografie (výběr)
- 1981 Diva
- 1983 Měsíc v kanálu
- 1985 Telefon zvoní vždycky dvakrát
- 1986 Betty Blue
- 1988 48 hodin v Paříži
- 1989 Francouzská revoluce (role: Jean-Baptiste Drouet)
- 1991 Delikatesy
- 1993 Bláznivá cesta
- 1995 Město ztracených dětí
- 1997 Vetřelec: Vzkříšení
- 1999 Jako ryba na suchu
- 2001 Amélie z Montmartru (role: neurotický návštěvník Améliina baru)
- 2002 Alice
- 2004 Příliš dlouhé zásnuby
- 2005 Práce na farmě
- 2006 Dikkenek
- 2009 Galimatyáš
- 2010 Mumu
- 2011 Prázdniny u moře